# Skarnviksån
Skarnviksån is een van de (relatief) kleine riviertjes die de Zweedse provincie Gotlands län rijk is. Het riviertje verzorgt de afwatering van een moerassen midden op het eiland. Ze stroom westwaarts en mondt uit in haar naamgever Skarnvik, een baai van de Oostzee. Over een afstand van circa twaalf kilometer heeft het een verval van 30 meter. De rivier heet bij haar bron nog Nygårdsån, naar een nederzetting halverwege de rivier. Deze naam is waarschijnlijk losgelaten omdat op het Zweedse vasteland een andere rivier deze naam al droeg. Op de stroom van de rivier werkt nog een antieke watermolen, maar dan alleen in de lente. In zomer en herfst staan er namelijk delen droog bij gebrek aan voldoende water.